# Carea ochreoviridis
Carea ochreoviridis är en fjärilsart som beskrevs av Holloway 1976. Carea ochreoviridis ingår i släktet Carea och familjen trågspinnare. Inga underarter finns listade i Catalogue of Life.